# Côte de Bohissau
La côte de Bohisau est une côte se situant dans la ville belge d'Andenne. Elle figure au parcours de la classique de la Flèche wallonne. Cette côte se situe à l'est du centre urbain d'Andenne.

## Caractéristiques
Pour la monter, il faut partir de la commune limitrophe d'Andenelle près de la Meuse en prenant la rue de Perwez en direction du hameau de Bohissau. Juste après cette côte suit la côte de Bousalle.